# 동해 추암
동해 추암(東海 湫岩)은 강원도 동해시 추암동에 있는 바위이다. 2018년 2월 5일 국가지정문화재(명승) 지정 예고되었다.

## 대상문화재
- 지정종별 : 명승
- 지정명칭 : 동해 추암(한문: 東海 湫岩, 영문: Chuam Sea Stack, Donghae)
- 소 재 지 : 강원도 동해시 추암동 산 68번지 등
- 지정구역 : 61,000m2(육지부 22,599m2, 해역부 38,401m2)
- 문화재 관리단체 : 강원도 동해시

## 지정 사유
- 동해 추암은 고생대 캄브리아기의 석회암이 오랜 세월을 거쳐 해식작용을 받아 형성된 암봉과 석주 등이 병렬되거나 중첩되어 군체경관을 이루고, 동해의 망망대해를 사이로 솟아오른 해의 움직임에 따라 어둠 속의 촛대바위, 가늠쇠바위, 형제바위의 실루엣은 이 곳의 가장 아름답고 빼어난 경관이라 할 수 있으며, 기암괴석은 고생대 캄브리아기 석회암이 변성작용을 받아 대리암으로 풍화된 것으로 시스택과 해식절벽은 지질학적으로 높은 학술적가치를 지니고 있다.
- 「동해 추암」은 고려 말 심동로가 낙향하자 공민왕으로부터 하사받은 해암정 정자가 위치하고 있고, 조선 전기 세조 때 한명회가 강원도 제찰사로 있으면서 이 곳의 자연 경관에 감탄하여 능파대(凌波臺; 미인의 걸음걸이라는 뜻임)라 명명하기 시작했으며 현재까지 이어지고 있다. 허백당 성현(成俔, 1439~1504)는 허백당집 <虛白堂集>11권 <능파대>라는 시(詩)에서 “(전략)…… 神區勝境雄八垓(조선의 아름다운 경치는 세상에서 으뜸이며), 此臺亦是關東魁(이 능파대는 또한 관동에서 으뜸이다), ……(후략)”이라 하여 능파대의 아름다움을 직설적으로 표현하였다. 또한 조선 중기 풍속화가인 김홍도는 정조의 명을 받아 관동의 아름다운 풍경을 금강사군첩<金剛四郡帖> 60폭으로 남겼는데 그 중 능파대가 현존하고 있어 역사적가치가 높은 명승이다.

## 촛대바위
추암해변에 있는 바위로 마치 촛대와 같은 길쭉한 모양이라고 하여서 촛대바위라 불리고 있으며 지상파 방송의 애국가 배경 때 나오는 바위라고 하여서 애국가 바위라고도 하고 동해물 바위라고도 불린다. 마치 촛대가 촛불이 붙은 것과 같이 길쭉하게 보이는 모습이 특징이며 기암 중에서 드물게 홀로 촛대의 길쭉한 모습을 하고있어서 추암의 명소로 불린다.